# Liste der Stolpersteine im Département Moselle

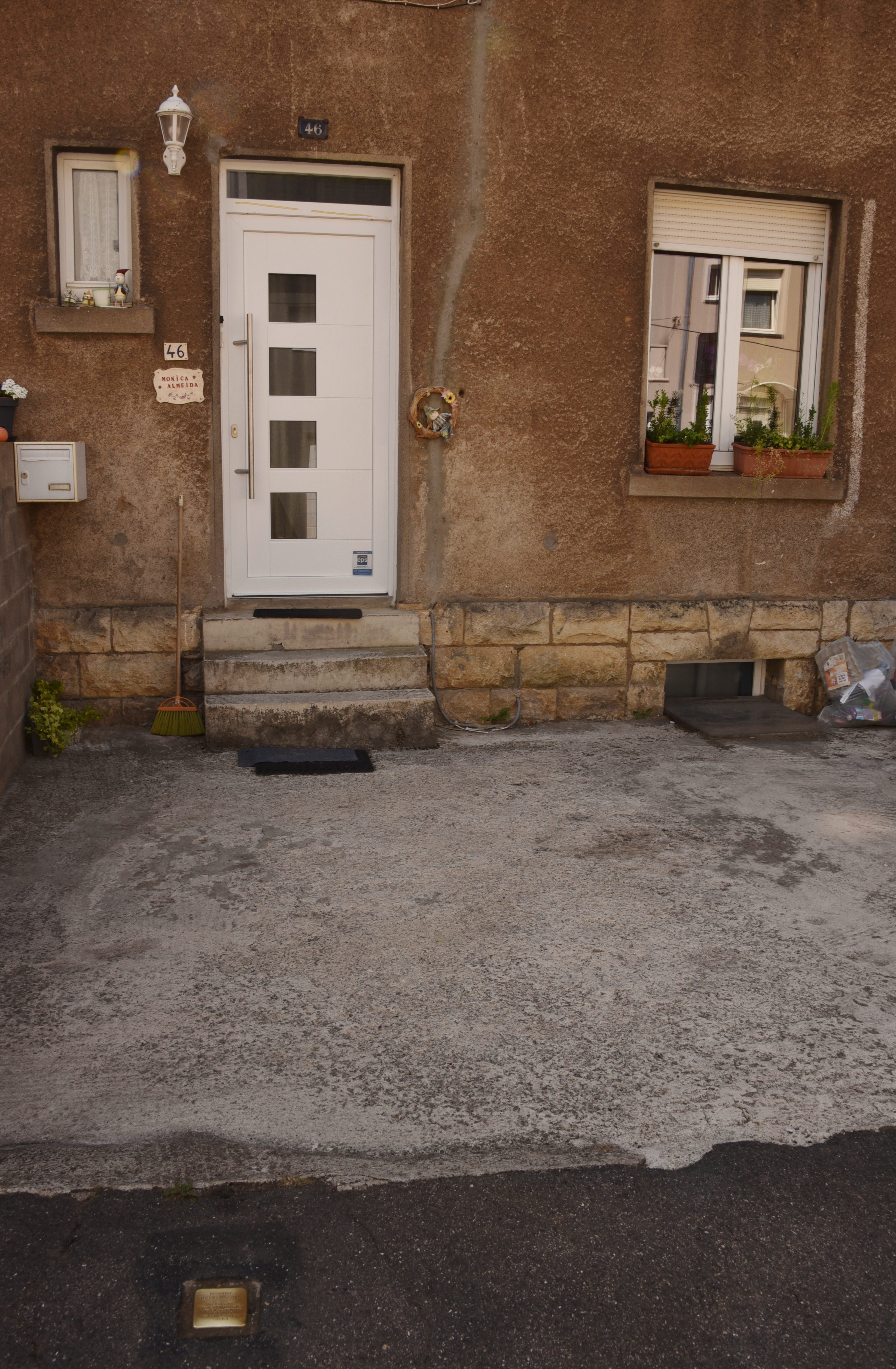
Stolperstein in Audun-le-Tiche

Die Liste der Stolpersteine im Département Moselle enthält die Stolpersteine im Département Moselle, gelegen im Nordosten Frankreichs, in der Region Grand Est. Sie erinnern an das Schicksal der Menschen, die von den Nationalsozialisten ermordet, deportiert, vertrieben oder in den Suizid getrieben wurden. Stolpersteine wurden vom deutschen Künstler Gunter Demnig konzipiert und werden zumeist auch von ihm verlegt. Sie liegen im Regelfall vor dem letzten selbst gewählten Wohnsitz des Opfers. Stolpersteine werden im französischen Sprachbereich zumeist pavés de mémoire genannt, Erinnerungs- oder Gedenksteine.
Die ersten Verlegungen im Département Moselle fanden am 20. November 2021 in Montigny-lès-Metz statt.

## Verlegte Stolpersteine

### Audun-le-Tiche
In Audun-le-Tiche wurden 13 Stolpersteine an elf Adressen verlegt.
| Stolperstein | Übersetzung | Verlegeort                                   | Name, Leben |
| ------------ | --- | -------------------------------------------- | --- |
|              | HIER WOHNTE UBALDO BELLUCCI GEBOREN 1897 VERHAFTET 3.2.1944 INTERNIERT FORT DE QUEULEU NATZWEILER-STRUTHOF ERMORDET 8.4.1945 MITTELBAU-DORA              | 26a, rue Gambetta                            | Ubaldo Bellucci wurde am 9. September 1897 in Gubbio in Italien geboren. Er war Bergmann und beteiligte sich am Widerstand gegen die NS-Besatzungstruppen. Er zählte zur Gruppe Mario und kümmerte sich um die Versorgung von alliierten Kriegsgefangenen, verteilte Flugblätter und Untergrundzeitungen, auch vertrauliche Poststücke. Am 3. Februar 1944 wurde er von der Gestapo verhaftet und im Fort de Metz-Queuleu interniert. Am 20. Mai 1944 wurde er ins KZ Natzweiler-Struthof deportiert. Ubaldo Bellucci wurde am 8. April 1945 im KZ Mittelbau-Dora ermordet. |
|              | HIER WOHNTE GIOVANNI BONASSI GEBOREN 1905 VERHAFTET 3.2.1944 INTERNIERT FORT DE QUEULEU NATZWEILER-STRUTHOF ERMORDET 30.6.1944 MITTELBAU-DORA            | 23, rue Saint-Eloi                           | Giovanni Bonassi wurde am 17. Januar 1905 in Rocca del Colle in der italienischen Provinz Bergamo geboren. Seine Eltern waren Paul Bonassi und Cécilia, geborene Finazzi. Er wurde Bergmann und heiratete Thérèse Maestroni, mit der er die Kinder Jacqueline Célestine (geboren 1932), Jean-Pierre (geboren 1935) und Cécile Geneviève (geboren 1935) bekam. Er beteiligte sich am Widerstand gegen die NS-Besatzungstruppen, zählte zur Gruppe Mario und kümmerte sich um der Versorgung von alliierten Kriegsgefangenen, verteilte Flugblätter und Untergrundzeitungen, auch vertrauliche Poststücke. Am 3. Februar 1944 wurde er von der Gestapo verhaftet und im Fort de Metz-Queuleu interniert. Am 20. Mai 1944 wurde er ins KZ Natzweiler-Struthof deportiert. Giovanni Bonassi wurde am 30. Juni 1944 im KZ Mittelbau-Dora ermordet 1970 wurde ihm der Status eines aus politischen Gründen Deportierten zugesprochen, 2009 der Status „Tot nach Deportation“, am 27. Mai 2021 der Status „Tod für Frankreich“. |
|              | HIER WOHNTE LUIGI DE BATTISTI GEBOREN 1903 VERHAFTET 3.2.1944 INTERNIERT FORT DE QUEULEU NATZWEILER ERMORDET 2.9.1944 STRUTHOF                           | 6, rue Emile Mayrisch                        | Luigi De Battisti wurde am 21. November 1903 in Cinto Euganeo in der italienischen Provinz Padua geboren. Seine Eltern waren Jean-Baptiste De Battisti und Rosine, geborene Sinigaglia. Er wurde Bergmann und heiratete am 7. März 1931 in Villerupt Irma Bertacco. 1935 wurde die gemeinsame Tochter Emma geboren. Battisti beteiligte sich am Widerstand gegen die NS-Besatzungstruppen, schloss sich dem Netzwerk von Jean Burger an und organisierte die Flucht von Kriegsgefangenen, verteilte Flugblätter und beteiligte sich an Sabotageaktionen. Am 3. Februar 1944 wurde er von der Gestapo verhaftet und im Fort de Metz-Queuleu interniert. Am 20. Mai 1944 wurde er ins KZ Natzweiler-Struthof deportiert. Luigi De Battisti wurde am 2. September 1944 im Krankenrevier des Lagers Natzweiler-Struthof ermordet. 1956 wurde ihm der Status eines aus politischen Gründen Deportierten zugesprochen, 2009 der Status „Tot nach Deportation“, am 23. September 2021 der Status „Tod für Frankreich“. |
|              | HIER WOHNTE FILIPPO FILIPPETTI GEBOREN 1911 VERHAFTET 3.2.1944 INTERNIERT FORT DE QUEULEU NATZWEILER-STRUTHOF MITTELBAU-DORA BEFREIT                     | 52, rue Saint-Eloi damals 52, rue inférieure | Filippo Filippetti wurde am 9. November 1911 in Gualdo Tadino, Provinz Perugia, Italien, geboren. Er hatte drei ältere Brüder, Tommaso (geboren 1896), Mariano (geboren 1903) und Antonio. Er war schon früh politisch aktiv und gehörte mit zweien seiner Brüder zum Gründungsausschuss der Italienischen Liga für Menschenrechte in Esch-sur-Alzette. Im Jahr 1936 wurden die vier Brüder aus Luxemburg ausgewiesen. Während sie von Polizisten an die Grenze gebracht wurden, sollen sie Die Internationale gesungen haben. Die Filipettis zogen, da partnerschaftlich mit ihrer Geburtsgemeinde verbunden, nach Audun-le-Tiche. Dort arbeitete Filippo Filipetti wie seine Brüder als Bergarbeiter und blieb weiterhin im Widerstand aktiv. Am 3. Februar 1944 wurde er am Grund des Stollens verhaftet, seine Brüder sowie weitere Bergarbeiter ebenfalls. Er wurde im Fort de Metz-Queuleu interniert, dann ins KZ Natzweiler-Struthof deportiert und von dort ins Konzentrationslager Mittelbau-Dora überstellt. Filippo Filipetti konnte überleben und wurde am 14. Mai 1945 befreit. Über seine Zeit im KZ sprach er nie. Er starb am 25. November 1965 in Audun-le-Tiche. Im Jahr 2012 wurde er mit einer Ehrenmedaille seiner Geburtsgemeinde geehrt, die Medaille wurde an seinen Enkel Bruno Filippetti übergeben. Sein Bruder Tommaso starb an den Folgen der KZ-Haft, Mariano wurde ermordet. Sein Bruder Antonio war der Verhaftung entkommen, er starb 1959 in einer Mine in Audun-le-Tiche, erdrückt von einem Erzblock. |
|              | HIER WOHNTE MARIANO FILIPPETTI GEBOREN 1903 VERHAFTET 3.2.1944 INTERNIERT FORT DE QUEULEU NATZWEILER-STRUTHOF ERMORDET 15.3.1945 MITTELBAU-DORA          | 21, rue Sainte-Barbe                         | Mariano Filippetti, auch Mario, wurde am 9. Dezember 1903 in Gualdo Tadino, Provinz Perugia, Italien, geboren. Er hatte drei Brüder, Tommaso (geboren 1896), Filippo (geboren 1911) und Antonio. Er heiratete Iolanda Capracci. Mariano Filipetti gehörte mit zweien seiner Brüder zum Gründungsausschuss der Italienischen Liga für Menschenrechte in Esch-sur-Alzette. Im Jahr 1936 wurden die vier Filipetti-Brüder aus Luxemburg ausgewiesen. Während sie von Polizisten an die Grenze gebracht wurden, sollen sie Die Internationale gesungen haben. Die Brüder zogen, da partnerschaftlich mit ihrer Geburtsgemeinde verbunden, nach Audun-le-Tiche. Dort arbeitete Mariano Filipetti wie seine Brüder als Bergarbeiter und blieb weiterhin im Widerstand aktiv. Am 3. Februar 1944 wurde er am Grund des Stollens verhaftet, seine Brüder sowie weitere Bergarbeiter ebenfalls. Er wurde beschuldigt, der Widerstandsgruppe Mario anzugehören. Bis zum 20. Mai 1944 war er im Fort de Metz-Queuleu interniert, von dort wurde er in das KZ Natzweiler-Struthof deportiert und in der Folge in das KZ Mittelbau-Dora überstellt. Mariano Filipetti wurde am 15. März 1945 in Mittelbau-Dora ermordet. Im Jahr 2012 wurde er mit einer Ehrenmedaille seiner Geburtsgemeinde geehrt, die Medaille wurde an seine Nichte Aurélie Filippetti übergeben. Am 5. Januar 2021 erhielt er den Status „Tod für Frankreich“. Sein Bruder Tommaso starb an den Folgen der KZ-Haft, Filippo überlebte seine Gefangenschaft in verschiedenen Konzentrationslagern, Antonio entkam der Verhaftung und kam 1959 bei einem Arbeitsunfall in einer Mine in Audun-le-Tiche ums Leben. |
|              | HIER WOHNTE TOMMASO FILIPPETTI GEBOREN 1896 VERHAFTET 3.2.1944 INTERNIERT FORT DE QUEULEU NATZWEILER-STRUTHOF MITTELBAU-DORA ERMORDET MAI 1945           | 52, rue Saint-Eloi damals 52, rue inférieure | Tommaso Filippetti wurde als ältester von vier Brüdern am 21. Juli 1896 in Gualdo Tadino, Provinz Perugia, Italien, geboren. Seine Eltern waren Angelo Filippetti und Regina, geborene Macchiaroli. Filipetti heiratete 1922 in Esch-sur-Alzette Guglielma Capracci (geboren 1902), das Paar bekam sechs Kinder, darunter Angelo (geboren 1938). Tommaso Filippetti gehörte mit zweien seiner Brüder zum Gründungsausschuss der Italienischen Liga für Menschenrechte in Esch-sur-Alzette und hatte regional wie auch national wichtige Funktionen inne. Im Jahr 1936 wurden die vier Filipetti-Brüder aus Luxemburg ausgewiesen. Während sie von Polizisten an die Grenze gebracht wurden, sollen sie die Internationale gesungen haben. Die Brüder zogen, da partnerschaftlich mit ihrer Geburtsgemeinde verbunden, nach Audun-le-Tiche. Hier arbeiteten alle Filipetti-Brüder als Bergarbeiter. Am 3. Februar 1944 wurde er am Grund des Stollens von der Gestapo verhaftet, seine Brüder sowie weitere Bergarbeiter ebenfalls. Bis zum 20. Mai 1944 war er im Fort de Metz-Queuleu interniert, von dort wurde er KZ Natzweiler-Struthof deportiert und in der Folge in das KZ Mittelbau-Dora überstellt. Tommaso Filippetti leistete bis zuletzt Widerstand, überstand auch noch den Todesmarsch nach Bergen-Belsen, ohne Nahrung und Wasser, verlor aber sein Leben kurz nach der Befreiung des Lagers, geschwächt durch Lageraufenthalt und Strapazen, an Typhus erkrankt, im Mai 1945. Sein Sohn Angelo Filipetti war von 1983 bis zu seinem Tod 1992 Bürgermeister von Audun-le-Tiche, seine Enkelin ist die Politikerin und Buchautorin Aurélie Filippetti, die das Schicksal der Brüder auch in ihrem Buch Das Ende der Arbeiterklasse verarbeitete. Im Jahr 2012 wurde er mit einer Ehrenmedaille seiner Geburtsgemeinde geehrt, die Medaille wurde an seine Tochter übergeben. Am 8. Dezember 2020 erhielt er den Status „Tod für Frankreich“. |
|              | HIER WOHNTE ANGELO GIOVAGNOLI GEBOREN 1899 VERHAFTET 3.2.1944 INTERNIERT FORT DE QUEULEU NATZWEILER-STRUTHOF ERMORDET 30.5.1944 KOCHEM                   | 57, rue Sainte-Barbe                         | Angelo Giovagnoli wurde am 30. Mai 1899 in Cantiano in der italienischen Provinz Pesaro und Urbino geboren. Sein Vater war Nicola Giovagnoli. Er hatte zumindest einen Bruder, Domenico. Giovagnoli wurde Bergmann und militanter Kommunist. Er heiratete Thérèse Cuffieri. Das Paar hatte vier Kinder – Guido, Marie, Flora und Isoline. Die Familie lebte im luxemburgischen Esch-sur-Alzette. 1928 wurde ihm die Ausweisung aus Luxemburg angedroht, wurde aber begnadigt. Doch als er seine Aktivitäten fortsetzte, wurde 1931 eine Landesverweisung ausgesprochen. Die Familie zog nach Audun-le-Tiche. Er beteiligte sich am Widerstand gegen die NS-Besatzungstruppen, schloss sich dem Netzwerk von Jean Burger an und organisierte die Flucht von Kriegsgefangenen, verteilte Flugblätter und beteiligte sich an Sabotageaktionen. Am 3. Februar 1944 wurde er von der Gestapo verhaftet und im Fort de Metz-Queuleu interniert. Am 20. Mai 1944 wurde er ins KZ Natzweiler-Struthof deportiert. Angelo Giovagnoli wurde am 30. Mai 1944 im KZ-Außenlager Cochem ermordet. |
|              | HIER WOHNTE DOMENICO GIOVAGNOLI GEBOREN 1898 VERHAFTET 3.2.1944 INTERNIERT FORT DE QUEULEU NATZWEILER ERMORDET 30.5.1944 STRUTHOF                        | 57, rue Sainte-Barbe                         | Domenico Giovagnoli wurde am 5. Januar 1898 in Cantiano in der italienischen Provinz Pesaro und Urbino geboren. Sein Vater war Nicola Giovagnoli. Er hatte zumindest einen Bruder, Angelo, der ein Jahr jünger war. Giovagnoli wurde, wie auch sein Bruder, Bergmann und militanter Kommunist. Er heiratete Joséphine Cilien, die aus Esch-sur-Alzette, Luxemburg, stammte. Das Paar hatte ein Kind, Elvira (geboren 1927). Die Familie wohnte in Esch. 1938 wurde die Ehe geschieden. Domenico Giovagnoli, sein Bruder und dessen Familie zogen nach Audun-le-Tiche. Er beteiligte sich am Widerstand gegen die NS-Besatzungstruppen, schloss sich dem Netzwerk von Jean Burger an und organisierte die Flucht von Kriegsgefangenen, verteilte Flugblätter und beteiligte sich an Sabotageaktionen. Am 3. Februar 1944 wurde er von der Gestapo verhaftet und im Fort de Metz-Queuleu interniert. Am 20. Mai 1944 wurde er ins KZ Natzweiler-Struthof deportiert. Domenico Giovagnoli wurde am 30. Mai 1944 ermordet. |
|              | HIER WOHNTE TULLIO MAZZOLA GEBOREN 1902 VERHAFTET 3.2.1944 INTERNIERT FORT DE QUEULEU NATZWEILER-STRUTHOF BUCHENWALD ERMORDET 8.10.1944 ELLRICH          | 46, cité Montrouge                           | Tullio Mazzola wurde am 24. Dezember 1902 in Camerino in der italienischen Region Marken geboren. Er wanderte aus, fand Arbeit als Bergmann und wohnte in Audun-le-Tiche. Wie einige andere Italiener, die nach Frankreich gekommen waren, engagierte er sich als Mitglied in der Italienischen Liga für Menschenrechte in Luxemburg und Lothringen (LIDU). Mazzola beteiligte sich am Widerstand gegen die NS-Besatzungstruppen, wurde am 3. Februar 1944 um 7 Uhr morgens von der Gestapo in der Mine festgenommen und im Fort de Metz-Queuleu interniert. Am 21. Mai 1944 wurde er ins KZ Natzweiler-Struthof deportiert, wo ihm die Nummer 15269 zugeteilt wurde. Von dort erfolgte seine Überstellung in das KZ-Außenlager Cochem. Mitte September 1944 wurden 1.085 Häftlinge aus diesem Lager, darunter auch Tullio Mazzola, angesichts des Vormarsches der Alliierten in das KZ Buchenwald verlegt. Dort erhielt er am 17. September 1944 die Häftlingsnummer 89598. Neun Tage später wurde er zum Arbeitskommando im Dora-Tunnel eingeteilt, später zu dem von Ellrich. Tullio Mazzola wurde am 8. Oktober 1944 ermordet. Am 23. September 2021 wurde ihm der Status „Tod für Frankreich“ zuerkannt. |
|              | HIER WOHNTE GINO ORAZIETTI GEBOREN 1902 VERHAFTET 3.2.1944 INTERNIERT FORT DE QUELEU NATZWEILER-STRUTHOF DACHAU ERMORDET 29.12.1944 HASLACH IM KINZIGTAL | 40, rue de d'Alzette ·                       | Gino Orazietti wurde am 23. Januar 1902 in Mombarroccio, Italien, geboren. Seine Eltern waren Attilio Orazietti und Philomène, geborene Belli. Gino Orazietti heiratete Aldina Borghi. Das Paar blieb kinderlos und lebte in Audon-le-Tiche, wo Orazietti als Bergmann arbeitete. Er schloss sich dem Netzwerk von Jean Burger an und organisierte die Flucht von Kriegsgefangenen, verteilte Flugblätter und beteiligte sich an Sabotageaktionen. Des Weiteren war er Besitzer des „Café de la Paix“, indem die Liga für Menschenrechte Treffen abhielt. Am 3. Februar 1944 wurde er von der Gestapo verhaftet und im Fort de Metz-Queuleu interniert. Am 20. Mai 1944 wurde er ins KZ Natzweiler-Struthof deportiert. Von dort wurde er in das KZ-Außenlager Haslach überstellt. Gino Orazietti wurde dort am 29. Dezember 1944 ermordet. Bei 1960 wurde ihm der Status eines politischen Deportierten zuerkannt, 2010 erhielt er den Status „Tot nach Deportation“. |
|              | HIER WOHNTE VITTORIO RUTILI GEBOREN 1897 VERHAFTET 3.2.1944 INTERNIERT FORT DE QUEULEU NATZWEILER-STRUTHOF ERMORDET 22.12.1944 SCHÖRZINGEN               | 5, rue Saint-Eloi                            | Vittorio Rutili wurde am 21. März 1897 in Spoleto, Provinz Perugia, Italien, geboren. Seine Eltern waren Giovanni Rutili und Veronica, geborene Pacifici. Vittorio Rutili heiratete Adelma Bartolini. Das Paar bekam fünf Kinder: Ilfa, Filma, Pierre, Roland und Norbert. Er arbeitete als Bergarbeiter. Am 3. Februar 1944 wurde er von der Gestapo wegen Widerstandstätigkeit verhaftet, bis zum 20. Mai 1944 im Fort de Metz-Queuleu interniert und von dort in das Lager Natzwiller-Struthof deportiert. In weiterer Folge wurde er in das KZ Schörzingen überstellt. Vittorio Rutili wurde dort am 22. Dezember 1944 ermordet. 1956 erhielt er den Status eines politischen Deportierten und 1992 den Status eines internierten Widerstandskämpfers |
|              | HIER WOHNTE ATTILIO TISON GEBOREN 1904 VERHAFTET 31.3.1941 INTERNIERT THIONVILLE GEFOLTERT VON DER GESTAPO TOT 3.4.1941                                  | 56, rue Saint-Eloi                           | Attilio Tison wurde am 24. August 1904 in Trichiana, Provinz Belluno, Italien, geboren. Seine Eltern waren Louis Tison und Madeleine, geborene Batiston. Tison heiratete Emilienne Salvatore, das Paar hatte die 1933 geborene Tochter Duzeline. Er war Bergarbeiter. Von Anfang an widerständig, gehörte er der Mario-Gruppe an. Am 31. März 1941 wurde er an der Grenze von der Gestapo verhaftet, mit Flugblättern, die er nach Audun-le-Tiche bringen wollte. Er wurde in Thionville interniert und gefoltert. Attilio Tison erlag am 3. April 1941 im Zivilkrankenhaus von Thionville seinen bei der Folter erlittenen Verletzungen. Im Jahr 1951 erhielt er den Status „Tod für Frankreich“. |
|              | HIER WOHNTE ANDREA VIVENTI GEBOREN 1899 VERHAFTET 3.2.1944 INTERNIERT FORT DE QUEULEU NATZWEILER ERMORDET 12.6.1944 STRUTHOF                             | Mine Magéry                                  | Andrea Viventi wurde am 18. Dezember 1899 in Gualdo Tadino in der italienischen Provinz Perugia geboren. Er wanderte aus, arbeitete als Bergmann. Er gehörte zum Gründungsausschuss der Italienischen Liga für Menschenrechte in Esch-sur-Alzette. Er musste Luxemburg verlassen und lebte in Audun-le-Tiche. Viventi war verheiratet und beteiligte sich am Widerstand gegen die NS-Besatzungstruppen. Am 3. Februar 1944 wurde er von der Gestapo festgenommen und im Fort de Metz-Queuleu interniert. Am 20. Mai 1944 wurde er in das KZ Natzweiler-Struthof deportiert. Andrea Viventi wurde dort am 12. Juni 1944 ermordet. 2001 wurde ihm der Status „Tod nach Deportation“ zuerkannt. |

### Metzervisse
In der Gemeinde Metzervisse wurden im April 2024 an einer Adresse sechs Stolpersteine verlegt.
| Stolperstein | Übersetzung                                                                             | Verlegeort                                  | Name, Leben                 |
| ------------ | --------------------------------------------------------------------------------------- | ------------------------------------------- | --------------------------- |
|              | HIER WOHNTE ADRIEN PICARD GEBOREN 1927 DEPORTIERT 1944 AUSCHWITZ ERMORDET 13.4.1944     | 3 Rue des Anciens Fours À Chaux Metzervisse | Adrien Picard (1927–1944)   |
|              | HIER WOHNTE ALCAN PICARD GEBOREN 1893 DEPORTIERT 1944 AUSCHWITZ ERMORDET 13.4.1944      | 3 Rue des Anciens Fours À Chaux Metzervisse | Alcan Picard (1893–1944)    |
|              | HIER WOHNTE BERTRAND PICARD GEBOREN 18[..] DEPORTIERT 1944 AUSCHWITZ ERMORDET 13.4.1944 | 3 Rue des Anciens Fours À Chaux Metzervisse | Bertrand Picard (18..–1944) |
|              | HIER WOHNTE CAMILLE PICARD GEBOREN 1934 DEPORTIERT 1944 AUSCHWITZ ERMORDET 13.4.1944    | 3 Rue des Anciens Fours À Chaux Metzervisse | Camille Picard (1934–1944)  |
|              | HIER WOHNTE GILBERTE PICARD GEBOREN 1921 DEPORTIERT 1944 AUSCHWITZ ERMORDET 13.4.1944   | 3 Rue des Anciens Fours À Chaux Metzervisse | Gilberte Picard (1921–1944) |
|              | HIER WOHNTE JULIE PICARD GEBOREN 1897 DEPORTIERT 1944 AUSCHWITZ ERMORDET 13.4.1944      | 3 Rue des Anciens Fours À Chaux Metzervisse | Julie Picard (1897–1944)    |

### Montigny-lès-Metz
In Montigny-lès-Metz wurden bis April 2024 neun Stolpersteine an sechs Adressen verlegt.
| Stolperstein | Übersetzung | Verlegeort                                   | Name, Leben                             |
| ------------ | --- | -------------------------------------------- | --------------------------------------- |
|              | HIER WOHNTE CLAUDE ALEXANDRE GEBOREN 1943 DEPORTIERT 1944 AUSCHWITZ ERMORDET 16.8.1944                                | 108, rue de Pont-à-Mousson Montigny-lès-Metz | Achille Alexandre (1885–1944)           |
|              | CLAUDE ALEXANDRE GEBOREN 18.1.1943 LYON DEPORTIERT 1944 AUSCHWITZ ERMORDET 16.8.1944                                  | 108, rue de Pont-à-Mousson Montigny-lès-Metz | Claude Alexandre (1943–1944)            |
|              | HIER WOHNTE DENISE BERNARD GEBOREN 1926 VERHAFTET 29.7.1944 DEPORTIERT AUSCHWITZ ERMORDET 5.8.1944                    | Rue Saint-Ladre Montigny-lès-Metz            | Denise Bernard (1926–1944)              |
|              | HIER WOHNTE GEORGETTE BERNARD GEB. LEVY GEBOREN 1890 VERHAFTET 29.7.1944 DEPORTIERT AUSCHWITZ ERMORDET 5.8.1944       | Rue Saint-Ladre Montigny-lès-Metz            | Georgette Bernard geb. Levy (1890–1944) |
|              | HIER WOHNTE LUCIENNE BERNARD GEBOREN 1922 VERHAFTET 29.7.1944 DEPORTIERT AUSCHWITZ ERMORDET 5.8.1944                  | Rue Saint-Ladre Montigny-lès-Metz            | Lucienne Bernard (1922–1944)            |
|              | HIER WOHNTE CHARLES DELESTRAINT GEBOREN 1879 VERHAFTET 9.6.1943 DEPORTIERT 1944 DACHAU ERMORDET 19.4.1945             | Montigny-lès-Metz                            | Charles Delestraint (1879–1945)         |
|              | HIER WOHNTE MARCEL NEY GEBOREN 1923 VERHAFTET 7.7.1941 INTERNIERT SAARBRÜCKEN DEPORTIERT MANNHEIM GESTORBEN 23.6.1942 | Montigny-lès-Metz                            | Marcel Ney (1923–1942)                  |
|              | HIER WOHNTE FÉLIX PEUPION GEBOREN 1882 VERHAFTET 15.4.1944 DEPORTIERT 1944 DACHAU ERMORDET 12.2.1945                  | Montigny-lès-Metz                            | Félix Peupion (1882–1945)               |
|              | HIER WOHNTE PAUL SIMMINGER GEBOREN 1911 VERHAFTET 8.7.1941 DEPORTIERT 1941 HINZERT ERMORDET 30.7.1943                 | Montigny-lès-Metz                            | Paul Simminger (1911–1943)              |

### Niedervisse
In der Gemeinde Niedervisse wurden bisher 21 Stolpersteine an einem Ort verlegt. Die erste Verlegung fand am 3. Juli 2022 statt und umfasste acht Stolpersteine für die Familie Cerf und Karp.
| Stolperstein | Übersetzung | Verlegeort                     | Name, Leben                              |
| ------------ | --- | ------------------------------ | ---------------------------------------- |
|              | HIER WOHNTE ADOLPHE CERF GEBOREN 1900 VERHAFTET OKT. 1943 INTERNIERT ECROUVES DRANCY DEPORTIERT ERMORDET 25.11.1943 AUSCHWITZ  | 75, rue principale Niedervisse | Adolphe Cerf (1900–1943)                 |
|              | | 75, rue principale Niedervisse | Albert Cerf                              |
|              | | 75, rue principale Niedervisse | Amélie Cerf                              |
|              | HIER WOHNTE CHARLES CERF GEBOREN 1940 VERHAFTET OKT. 1943 INTERNIERT ECROUVES DRANCY DEPORTIERT ERMORDET 25.11.1943 AUSCHWITZ  | 75, rue principale Niedervisse | Charles Cerf (1940–1943)                 |
|              | HIER WOHNTE CLAUDE CERF GEBOREN 1933 VERHAFTET OKT. 1943 INTERNIERT ECROUVES DRANCY DEPORTIERT ERMORDET 25.11.1943 AUSCHWITZ   | 75, rue principale Niedervisse | Claude Cerf (1933–1943)                  |
|              | | 75, rue principale Niedervisse | Erna Cerf                                |
|              | | 75, rue principale Niedervisse | Félicie Cerf                             |
|              | HIER WOHNTE JEANNE CERF GEBOREN 1892 VERHAFTET JAN. 1944 INTERNIERT DRANCY DEPORTIERT ERMORDET 15.2.1944 AUSCHWITZ             | 75, rue principale Niedervisse | Jeanne Cerf (1892–1944)                  |
|              | HIER WOHNTE JEANNE CERF GEB. KAHN 1903 VERHAFTET OKT. 1943 INTERNIERT ECROUVES DRANCY DEPORTIERT ERMORDET 25.11.1943 AUSCHWITZ | 75, rue principale Niedervisse | Jeanne Cerf, geborene Kahn (1903–1943)   |
|              | HIER WOHNTE MARTHE CERF GEBOREN 1938 VERHAFTET OKT. 1943 INTERNIERT ECROUVES DRANCY DEPORTIERT ERMORDET 25.11.1943 AUSCHWITZ   | 75, rue principale Niedervisse | Marthe Cerf (1938–1943)                  |
|              | | 75, rue principale Niedervisse | Rachel Cerf                              |
|              | | 75, rue principale Niedervisse | Eugène Crusem                            |
|              | | 75, rue principale Niedervisse | Georgette Jacob                          |
|              | HIER WOHNTE MARTHE CERF GEBOREN 1938 VERHAFTET OKT. 1943 INTERNIERT ECROUVES DRANCY DEPORTIERT ERMORDET 25.11.1943 AUSCHWITZ   | 75, rue principale Niedervisse | Henri Karp (1881–1944)                   |
|              | HIER WOHNTE HERMANCE KARP GEB. CERF 1890 INTERNIERT DRANCY DEPORTIERT ERMORDET 15.2.1944 AUSCHWITZ                             | 75, rue principale Niedervisse | Hermance Karp, geborene Cerf (1890–1944) |
|              | | 75, rue principale Niedervisse | Elvire Lion                              |
|              | | 75, rue principale Niedervisse | Lucie Lion                               |
|              | | 75, rue principale Niedervisse | Mélina Lion                              |
|              | | 75, rue principale Niedervisse | Marcel Lion                              |
|              | | 75, rue principale Niedervisse | Amélie Mayer                             |
|              | | 75, rue principale Niedervisse | Fernande Mayer                           |

## Verlegedaten

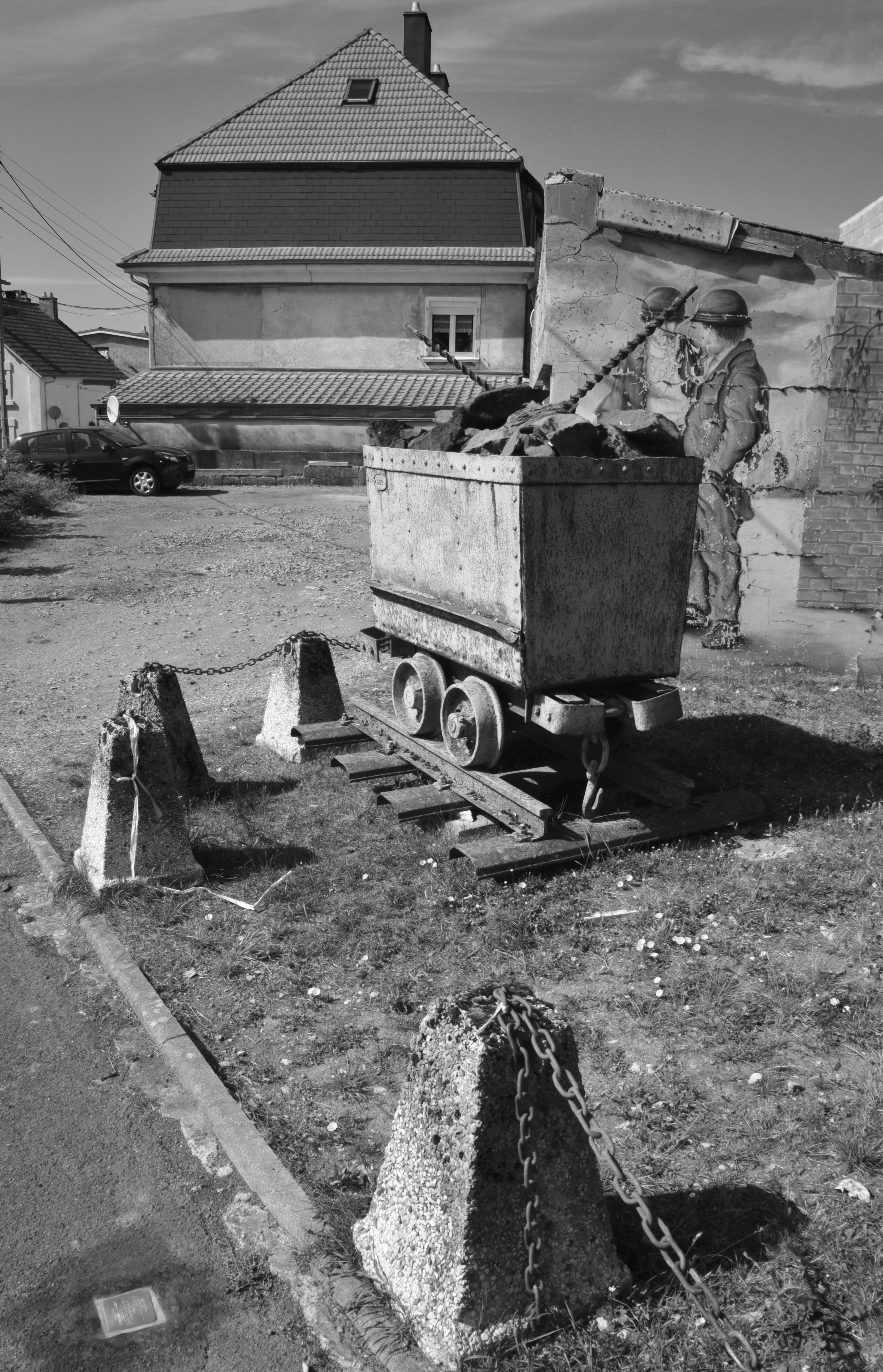
Stolperstein vor der Mine Magéry

- 20. November 2021: Montigny-lès-Metz (4)
- 27. März 2022: Audun-le-Tiche, verlegt von Demnig persönlich
- 3. Juli 2022: Niedervisse (8)
- 5. April 2024: Metzervisse (6)
- 28. April 2024: Montigny-lès-Metz (5)
- 23. Juni 2024: Niedervisse (13)